# 2025-ös NBA-döntő
A 2025-ös NBA-döntő a National Basketball Association (NBA) 2024–2025-ös szezonjának döntője, és egyben a szezon rájátszásának lezárása. A hét meccses párharcot a keleti főcsoport bajnoka, az Indiana Pacers, és a nyugati főcsoport bajnoka, az Oklahoma City Thunder játszotta, a Thunder diadalmaskodott. A sorozat június 5-én kezdődött, és az utolsó, 7. mérkőzésre június 22-én került sor. Az alapszakasz legjobb, 68–14-es mérlege miatt a Thunder rendelkezett hazai pályaelőnnyel a döntőben. Az NBA-nek sorozatban hetedszer sem lett címvédő bajnoka – ez a liga történetének második leghosszabb ilyen sorozata –, miután a címvédő Boston Celtics hat meccs alatt kiesett a rájátszásból a New York Knicks ellen a keleti főcsoport-elődöntőben.

## Háttér

### Indiana Pacers

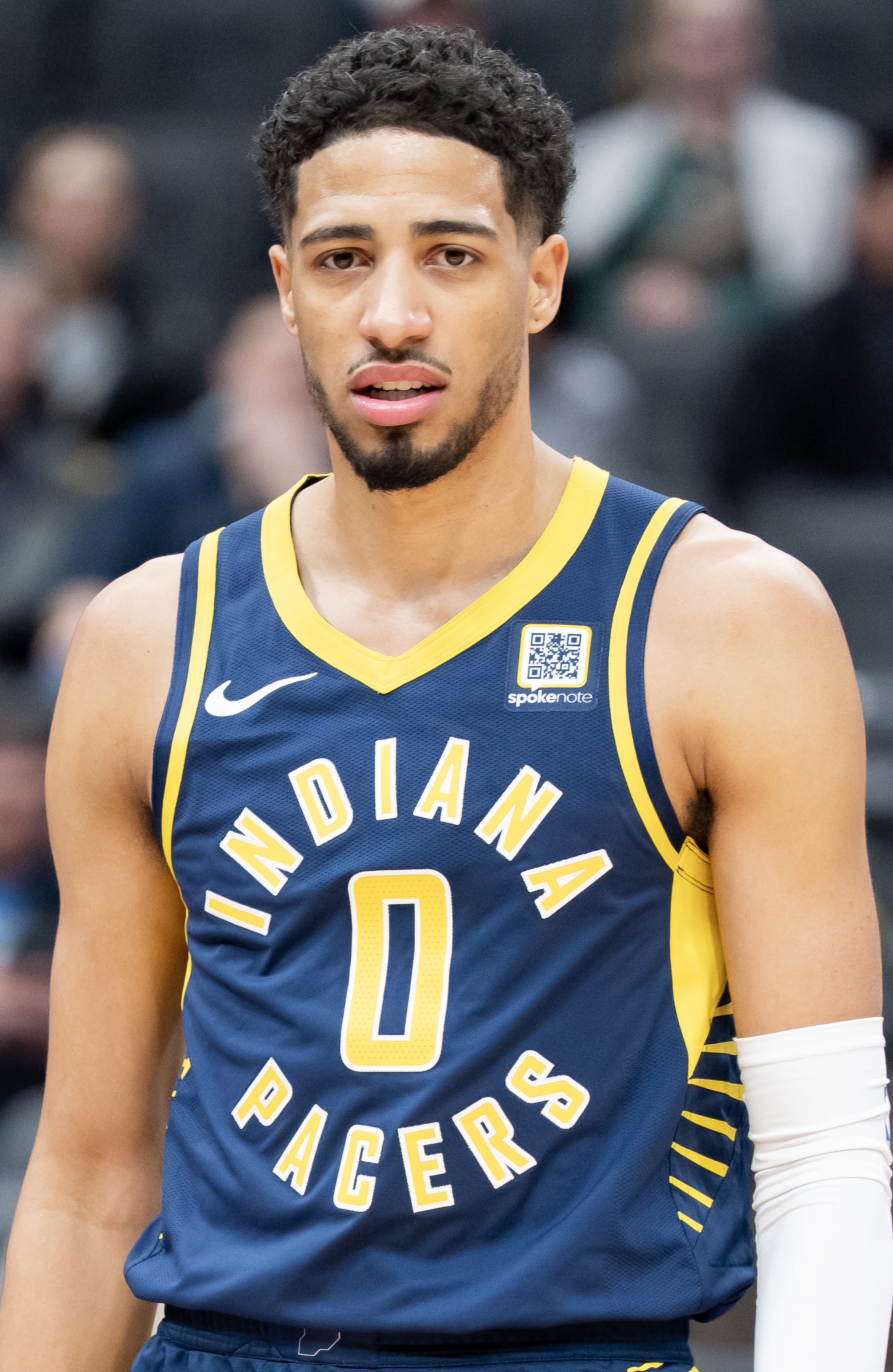
Tyrese Haliburton nagy szerepet játszott a Pacers döntőbe jutásában

A szezon nagy részében az Indiana győzelmi mutatója 50% körül vagy alatt volt, december 8-án az első 25 meccsükből csak tizet nyertek meg. Nehézkes szezonkezdésüknek oka Tyrese Haliburton volt, aki személyes problémákkal küszködött. Januárig nem lettek sokkal jobbak, mikor a hónapban 12 találkozóból tizet megnyertek, míg az All Star-hétvége után a mutatójuk 20–9 volt. Haliburton ebben nagy szerepet játszott, a csapat kevesebb sérüléstől szenvedett (Haliburton, Andrew Nembhard és Aaron Nesmith is megsérült az első hónapokban), illetve védelmük is kiemelkedő lett, kilencedik lett védekező hatékonyságuk. Pascal Siakam harmadjára lett All Star, míg Haliburton másodjára, az utóbbi All-NBA-elismerést is kapott. A Pacers támadó-értéke második volt a bajnokságban a Cleveland Cavaliers mögött, csapatként a legjobb volt a gólpasszarányuk. Egyetlen játékos se játszott több, mint 33,6 percet mérkőzésenként, amely nagy szerepet játszott sikerükben.
A csapat 50–32-es mutatóval zárt, 2014 óta először nyertek legalább ötvenet, negyedikek voltak főcsoportjukban. Az első fordulóban a Pacers a Milwaukee Bucks ellen játszott, öt mérkőzés alatt nyertek, az utolsó találkozón a mérkőzés vége előtt 40 másodperccel még 7 pontos hátrányban voltak. Ezt követően meglepően megverték a 64 győzelmet összehozó Cleveland Cavalierst a főcsoport-elődöntőben, amelyben ismét fontos volt egy váratlan győzelem, ahol 46 másodperc alatt ismét 7 pontos hátrányból fordították meg a találkozót. Ezt mégegyszer meg tudták ismételni, ezúttal a főcsoportdöntőben a New York Knicks ellen, mikor 2:45 perc alatt egy 14 pontos hátrányt dolgoztak le, az első csapatként a play-by-play érában. A Knicks legyőzéséhez hat mérkőzés kellett.
Ez a Pacers második döntőszereplése volt, 2000 után, mikor hat mérkőzés alatt megverte őket a Los Angeles Lakers. A Pacers három ABA-bajnokságot nyertek, de az NBA ezeket nem számítja hivatalos statisztikájába. A Pacers edzője, Rick Carlisle, aki Larry Bird asszisztense volt az 1999–2000-es szezonban döntőt játszó Pacersnél, második bajnoki címét nyerhette volna meg ebben a döntőben edzőként (összességében harmadikat). Carlisle játékosként tagja volt az 1986-ban bajnok Boston Celticsnek és 2011-ben edzőként címhez vezette a Dallas Maverickset, amely az NBA történetének egyik legmeglepőbb bajnoki címe volt. Pascal Siakam másodjára játszott a döntőben, miután 2019-ben bajnok lett a Toronto Raptorsszal. Az másik játékosok, akik játszott már döntőben: Nesmith (2022, Celtics) és Thomas Bryant (2023, Nuggets). A Pacers egy győzelemmel az 1995-ös Houston Rockets (6.) óta az alapszakaszban legalacsonyabban rangsorolt csapat lehet, amely bajnoki címet nyert.

### Oklahoma City Thunder

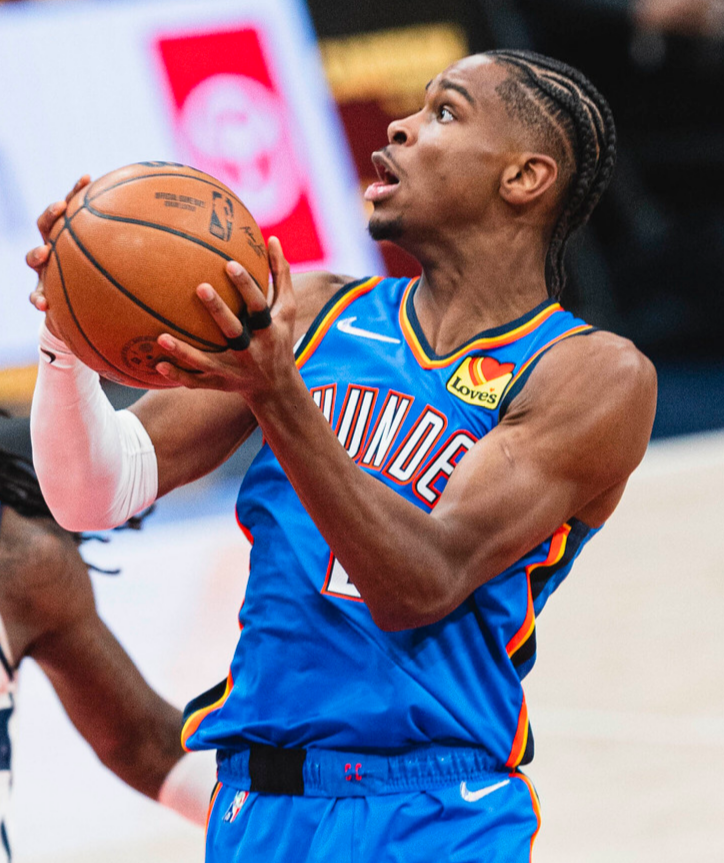
Az Oklahoma City MVP irányítója, Shai Gilgeous-Alexander

A 2024–2025-ös szezonban az Oklahoma City története legjobb szezonját zárta az alapszakaszban, 68–14-es mutatóval. Sorozatban másodjára voltak a legjobban teljesítő csapat a nyugati főcsoportban. Mérkőzésenként átlagosan 12,9 ponttal verték meg ellenfeleiket, amellyel megdöntötték az 1971–1972-es Los Angeles Lakers rekordját (12,3). A csapatuk sztárja az MVP Shai Gilgeous-Alexander volt, aki 32,7 pontot dobott mérkőzésenként, a legjobb a ligában. Jalen Williams pályafutása harmadik szezonjában a bajnokság egyik legjobb csatárja lett, először All Starnak választották és az All-NBA csapatban is helyet kapott. Azt követően, hogy a 2023–2024-es szezonban kikaptak a Dallas Mavericks csapatától a főcsoport-elődöntőben, beszerezték Isaiah Hartensteint és Alex Carusót. Gilgeous-Alexander, Williams, Hartenstein, Caruso, a második évében lévő Chet Holmgren és Luguentz Dort egy kiemelkedő védelmet állítottak össze, a legtöbb védelmi kategóriában a legjobbak voltak. Dort és Williams is a védekező csapatok egyikébe lett beválasztva. A keret további részei Aaron Wiggins, Isaiah Joe, Cason Wallace és Jaylin Williams voltak. A csapat összeállításáért Sam Presti szakmai igazgatót a bajnokság legjobbjának választották, míg Mark Daigneault negyedik lett az év edzője díj szavazásán, miután az előző évben megnyerte.
A rájátszásban könnyen legyőzték a Memphis Grizzliest négy mérkőzés alatt, míg a második fordulóban a Denver Nuggets ellen diadalmaskodtak 4–3-ra. A főcsoportdöntőben a Minnesota Timberwolves ellen játszottak, öt mérkőzés után nyertek. Hazai pályán csak egyszer kaptak ki, győzelmi különbségeik 51, 19, 43, 7, 32, 26, 15 és 30 voltak.
Ez az Oklahoma City első NBA-döntőszereplése 2012 óta. Egyetlen bajnoki címüket 1979-ben szerezték, akkoriban még Seattle SuperSonics néven szerepeltek. 2008-ban költöztek el Seattle-ből, azóta egyszer jutottak a döntőbe, mikor kikaptak a Miami Heattől. Caruso kivételével, aki korábban bajnok lett a Los Angeles Lakers színeiben, minden játékosuknak és edzőjuknek ez volt az első döntőszereplése. Az 1977-es Portland Trail Blazers óta a legfiatalabb csapat lettek, akik elérték a döntőt.

### Út a döntőig
Alapszakasz
| Keleti főcsoport |                          |    |    |      |      |
| Hely.            | Csapat                   | Gy | V  | %    | GB   |
| 1                | c – Cleveland Cavaliers* | 64 | 18 | .780 | –    |
| 2                | y – Boston Celtics*      | 61 | 21 | .744 | 3.0  |
| 3                | x – New York Knicks      | 51 | 31 | .622 | 13.0 |
| 4                | x – Indiana Pacers       | 50 | 32 | .610 | 14.0 |
| 5                | x – Milwaukee Bucks      | 48 | 34 | .585 | 16.0 |
| 6                | x – Detroit Pistons      | 44 | 38 | .537 | 20.0 |
|                  |                          |    |    |      |      |
| 7                | y – Orlando Magic*       | 41 | 41 | .500 | 23.0 |
| 8                | pi – Atlanta Hawks       | 40 | 42 | .488 | 24.0 |
| 9                | pi – Chicago Bulls       | 39 | 43 | .476 | 25.0 |
| 10               | x – Miami Heat           | 37 | 45 | .451 | 27.0 |
|                  |                          |    |    |      |      |
| 11               | Toronto Raptors          | 30 | 52 | .366 | 34.0 |
| 12               | Brooklyn Nets            | 26 | 56 | .317 | 38.0 |
| 13               | Philadelphia 76ers       | 24 | 58 | .293 | 40.0 |
| 14               | Charlotte Hornets        | 19 | 63 | .232 | 45.0 |
| 15               | Washington Wizards       | 18 | 64 | .220 | 46.0 |

| Nyugati főcsoport |                            |    |    |      |      |
| Hely.             | Csapat                     | Gy | V  | %    | GB   |
| 1                 | z – Oklahoma City Thunder* | 68 | 14 | .829 | –    |
| 2                 | y – Houston Rockets*       | 52 | 30 | .634 | 16.0 |
| 3                 | y – Los Angeles Lakers*    | 50 | 32 | .610 | 18.0 |
| 4                 | x – Denver Nuggets         | 50 | 32 | .610 | 18.0 |
| 5                 | x – Los Angeles Clippers   | 50 | 32 | .610 | 18.0 |
| 6                 | x – Minnesota Timberwolves | 49 | 33 | .598 | 19.0 |
|                   |                            |    |    |      |      |
| 7                 | x – Golden State Warriors  | 48 | 34 | .585 | 20.0 |
| 8                 | x – Memphis Grizzlies      | 48 | 34 | .585 | 20.0 |
| 9                 | pi – Sacramento Kings      | 40 | 42 | .488 | 28.0 |
| 10                | pi – Dallas Mavericks      | 39 | 43 | .476 | 29.0 |
|                   |                            |    |    |      |      |
| 11                | Phoenix Suns               | 36 | 46 | .439 | 32.0 |
| 12                | Portland Trail Blazers     | 36 | 46 | .439 | 32.0 |
| 13                | San Antonio Spurs          | 34 | 48 | .415 | 34.0 |
| 14                | New Orleans Pelicans       | 21 | 61 | .256 | 47.0 |
| 15                | Utah Jazz                  | 17 | 65 | .207 | 51.0 |

Rájátszás
| Indiana Pacers                                     |                    |                    | Oklahoma City Thunder                                |
| -------------------------------------------------- | ------------------ | ------------------ | ---------------------------------------------------- |
| Legyőzte az 5. helyezett Milwaukee Buckst, 4–1     | Első forduló       | Első forduló       | Legyőzte a 8. helyezett Memphis Grizzlies, 4–0       |
| Legyőzte az 1. helyezett Cleveland Cavalierst, 4–1 | Főcsoport-elődöntő | Főcsoport-elődöntő | Legyőzte a 4. helyezett Denver Nuggetst, 4–3         |
| Legyőzte a 3. helyezett New York Knickset, 4–2     | Főcsoportdöntő     | Főcsoportdöntő     | Legyőzte a 6. helyezett Minnesota Timberwolvest, 4–1 |

## Mérkőzések

### Első mérkőzés
| 2025. június 5. 20:30        | Indiana Pacers                           | 111–110   | Oklahoma City Thunder      | Paycom Center, Oklahoma City Nézőszám: 18 203 Játékvezetők: John Goble, Marc Davis, David Guthrie |
| 2025. június 5. 20:30        | (20–29, 25–28, 31–28, 35–25) Jegyzőkönyv |           |                            | Paycom Center, Oklahoma City Nézőszám: 18 203 Játékvezetők: John Goble, Marc Davis, David Guthrie |
| 2025. június 5. 20:30        | Pascal Siakam 19                         | Pont      | Shai Gilgeous-Alexander 38 | Paycom Center, Oklahoma City Nézőszám: 18 203 Játékvezetők: John Goble, Marc Davis, David Guthrie |
| 2025. június 5. 20:30        | Aaron Nesmith 12                         | Lepattanó | Isaiah Hartenstein 9       | Paycom Center, Oklahoma City Nézőszám: 18 203 Játékvezetők: John Goble, Marc Davis, David Guthrie |
| 2025. június 5. 20:30        | Haliburton, Nembhard 6                   | Gólpassz  | Jalen Williams 6           | Paycom Center, Oklahoma City Nézőszám: 18 203 Játékvezetők: John Goble, Marc Davis, David Guthrie |
| Az Indiana Pacers vezet, 1–0 |                                          |           |                            | Paycom Center, Oklahoma City Nézőszám: 18 203 Játékvezetők: John Goble, Marc Davis, David Guthrie |

### Második mérkőzés
| 2025. június 8. 20:30 | Indiana Pacers                           | 107–123   | Oklahoma City Thunder      | Paycom Center, Oklahoma City Nézőszám: 18 203 Játékvezetők: Zach Zarba, James Williams, Ben Taylor |
| 2025. június 8. 20:30 | (20–26, 21–33, 33–34, 33–30) Jegyzőkönyv |           |                            | Paycom Center, Oklahoma City Nézőszám: 18 203 Játékvezetők: Zach Zarba, James Williams, Ben Taylor |
| 2025. június 8. 20:30 | Tyrese Haliburton 17                     | Pont      | Shai Gilgeous-Alexander 34 | Paycom Center, Oklahoma City Nézőszám: 18 203 Játékvezetők: Zach Zarba, James Williams, Ben Taylor |
| 2025. június 8. 20:30 | Pascal Siakam 7                          | Lepattanó | Isaiah Hartenstein 8       | Paycom Center, Oklahoma City Nézőszám: 18 203 Játékvezetők: Zach Zarba, James Williams, Ben Taylor |
| 2025. június 8. 20:30 | Haliburton, McConnell 6                  | Gólpassz  | Shai Gilgeous-Alexander 8  | Paycom Center, Oklahoma City Nézőszám: 18 203 Játékvezetők: Zach Zarba, James Williams, Ben Taylor |
| Döntetlen, 1–1        |                                          |           |                            | Paycom Center, Oklahoma City Nézőszám: 18 203 Játékvezetők: Zach Zarba, James Williams, Ben Taylor |

### Harmadik mérkőzés
| 2025. június 11. 20:30       | Oklahoma City Thunder                    | 107–116   | Indiana Pacers        | Gainbridge Fieldhouse, Indianapolis Nézőszám: 17 274 Játékvezetők: James Capers, Tony Brothers, Tyler Ford |
| 2025. június 11. 20:30       | (32–24, 28–40, 29–20, 18–32) Jegyzőkönyv |           |                       | Gainbridge Fieldhouse, Indianapolis Nézőszám: 17 274 Játékvezetők: James Capers, Tony Brothers, Tyler Ford |
| 2025. június 11. 20:30       | Jalen Williams 26                        | Pont      | Bennedict Mathurin 27 | Gainbridge Fieldhouse, Indianapolis Nézőszám: 17 274 Játékvezetők: James Capers, Tony Brothers, Tyler Ford |
| 2025. június 11. 20:30       | Chet Holmgren 10                         | Lepattanó | Tyrese Haliburton 9   | Gainbridge Fieldhouse, Indianapolis Nézőszám: 17 274 Játékvezetők: James Capers, Tony Brothers, Tyler Ford |
| 2025. június 11. 20:30       | Caruso, Gilgeous-Alexander 4             | Gólpassz  | Tyrese Haliburton 11  | Gainbridge Fieldhouse, Indianapolis Nézőszám: 17 274 Játékvezetők: James Capers, Tony Brothers, Tyler Ford |
| Az Indiana Pacers vezet, 2–1 |                                          |           |                       | Gainbridge Fieldhouse, Indianapolis Nézőszám: 17 274 Játékvezetők: James Capers, Tony Brothers, Tyler Ford |

### Negyedik mérkőzés
| 2025. június 13. 20:30 | Oklahoma City Thunder                    | 111–104   | Indiana Pacers      | Gainbridge Fieldhouse, Indianapolis Nézőszám: 17 274 Játékvezetők: Scott Foster, Josh Tiven, Sean Wright |
| 2025. június 13. 20:30 | (34–35, 23–25, 23–27, 31–17) Jegyzőkönyv |           |                     | Gainbridge Fieldhouse, Indianapolis Nézőszám: 17 274 Játékvezetők: Scott Foster, Josh Tiven, Sean Wright |
| 2025. június 13. 20:30 | Shai Gilgeous-Alexander 35               | Pont      | Pascal Siakam 20    | Gainbridge Fieldhouse, Indianapolis Nézőszám: 17 274 Játékvezetők: Scott Foster, Josh Tiven, Sean Wright |
| 2025. június 13. 20:30 | Chet Holmgren 15                         | Lepattanó | Aaron Nesmith 9     | Gainbridge Fieldhouse, Indianapolis Nézőszám: 17 274 Játékvezetők: Scott Foster, Josh Tiven, Sean Wright |
| 2025. június 13. 20:30 | Williams, Hartenstein 3                  | Gólpassz  | Tyrese Haliburton 7 | Gainbridge Fieldhouse, Indianapolis Nézőszám: 17 274 Játékvezetők: Scott Foster, Josh Tiven, Sean Wright |
| Döntetlen, 2–2         |                                          |           |                     | Gainbridge Fieldhouse, Indianapolis Nézőszám: 17 274 Játékvezetők: Scott Foster, Josh Tiven, Sean Wright |

### Ötödik mérkőzés
| 2025. június 16. 20:30              | Indiana Pacers                           | 109–120   | Oklahoma City Thunder      | Paycom Center, Oklahoma City Nézőszám: 18 203 Játékvezetők: John Goble, Marc Davis, James Williams |
| 2025. június 16. 20:30              | (22–32, 23–27, 34–28, 30–33) Jegyzőkönyv |           |                            | Paycom Center, Oklahoma City Nézőszám: 18 203 Játékvezetők: John Goble, Marc Davis, James Williams |
| 2025. június 16. 20:30              | Pascal Siakam 28                         | Pont      | Jalen Williams 40          | Paycom Center, Oklahoma City Nézőszám: 18 203 Játékvezetők: John Goble, Marc Davis, James Williams |
| 2025. június 16. 20:30              | Bennedict Mathurin 8                     | Lepattanó | Chet Holmgren 11           | Paycom Center, Oklahoma City Nézőszám: 18 203 Játékvezetők: John Goble, Marc Davis, James Williams |
| 2025. június 16. 20:30              | Tyrese Haliburton 6                      | Gólpassz  | Shai Gilgeous-Alexander 10 | Paycom Center, Oklahoma City Nézőszám: 18 203 Játékvezetők: John Goble, Marc Davis, James Williams |
| Az Oklahoma City Thunder vezet, 3–2 |                                          |           |                            | Paycom Center, Oklahoma City Nézőszám: 18 203 Játékvezetők: John Goble, Marc Davis, James Williams |

### Hatodik mérkőzés
| 2025. június 19. 20:30 | Oklahoma City Thunder                    | 91–108    | Indiana Pacers    | Gainbridge Fieldhouse, Indianapolis Nézőszám: 17 274 Játékvezetők: Zach Zarba, Tony Brothers, David Guthrie |
| 2025. június 19. 20:30 | (25–28, 17–36, 18–26, 31–18) Jegyzőkönyv |           |                   | Gainbridge Fieldhouse, Indianapolis Nézőszám: 17 274 Játékvezetők: Zach Zarba, Tony Brothers, David Guthrie |
| 2025. június 19. 20:30 | Shai Gilgeous-Alexander 21               | Pont      | Obi Toppin 20     | Gainbridge Fieldhouse, Indianapolis Nézőszám: 17 274 Játékvezetők: Zach Zarba, Tony Brothers, David Guthrie |
| 2025. június 19. 20:30 | Chet Holmgren 6                          | Lepattanó | Pascal Siakam 13  | Gainbridge Fieldhouse, Indianapolis Nézőszám: 17 274 Játékvezetők: Zach Zarba, Tony Brothers, David Guthrie |
| 2025. június 19. 20:30 | Ajay Mitchell 4                          | Gólpassz  | T. J. McConnell 6 | Gainbridge Fieldhouse, Indianapolis Nézőszám: 17 274 Játékvezetők: Zach Zarba, Tony Brothers, David Guthrie |
| Döntetlen, 3–3         |                                          |           |                   | Gainbridge Fieldhouse, Indianapolis Nézőszám: 17 274 Játékvezetők: Zach Zarba, Tony Brothers, David Guthrie |

### Hetedik mérkőzés
| 2025. június 22. 20:00              | Indiana Pacers                           | 93–103    | Oklahoma City Thunder      | Paycom Center, Oklahoma City Nézőszám: 18 203 Játékvezetők: James Capers, Josh Tiven, Sean Wright |
| 2025. június 22. 20:00              | (22–25, 26–22, 20–34, 23–22) Jegyzőkönyv |           |                            | Paycom Center, Oklahoma City Nézőszám: 18 203 Játékvezetők: James Capers, Josh Tiven, Sean Wright |
| 2025. június 22. 20:00              | Bennedict Mathurin 24                    | Pont      | Shai Gilgeous-Alexander 29 | Paycom Center, Oklahoma City Nézőszám: 18 203 Játékvezetők: James Capers, Josh Tiven, Sean Wright |
| 2025. június 22. 20:00              | Bennedict Mathurin 13                    | Lepattanó | Isaiah Hartenstein 9       | Paycom Center, Oklahoma City Nézőszám: 18 203 Játékvezetők: James Capers, Josh Tiven, Sean Wright |
| 2025. június 22. 20:00              | Andrew Nembhard 6                        | Gólpassz  | Shai Gilgeous-Alexander 12 | Paycom Center, Oklahoma City Nézőszám: 18 203 Játékvezetők: James Capers, Josh Tiven, Sean Wright |
| Oklahoma City Thunder győzelem, 4–3 |                                          |           |                            | Paycom Center, Oklahoma City Nézőszám: 18 203 Játékvezetők: James Capers, Josh Tiven, Sean Wright |